# Chiesa della Santissima Annunziata (Picerno)
La chiesa della Santissima Annunziata è una chiesa di Picerno, in provincia di Potenza, Basilicata.

## Descrizione
La trecentesca chiesa della SS.ma Annunziata è sita tra corso Vittorio Emanuele e piazza Plebiscito. Fa parte integrante del centro storico del Comune di Picerno ed è sottoposta ai vincoli di tutela in base alla legge 1-6-1939 n. 1089, per il suo interesse storico, artistico-monumentale.
Al centro dell'arco acuto del portale in pietra sono scolpite le figure dell'Arcangelo Gabriele e della Vergine. Nella parte superiore dell'antica ed artistica porta in legno, non in perfetto stato di conservazione, è riprodotto lo stemma di Picerno.
La facciata principale della chiesetta è arricchita da tre stele in pietra di epoca romano-tardo imperiale, raffiguranti rispettivamente una anfora su una colonna, una donna ed una famiglia. Sull'altare centrale si erge un tempietto, la cui struttura è sorretta da due statue ed è adorna di angeli e putti. In esso sono inserite le statue di Maria e dell'Arcangelo Gabriele, in un gruppo di grande effetto plastico che riproduce la scena dell'Annunciazione. In questa chiesa si trova il tabernacolo in legno di S. Emidio costruito da Antonio Tancredi da Picerno nel 1930. Nel seminterrato, che presenta una finestrella con un arco ogivale a sesto acuto, in occasione di scavi effettuati per il consolidamento della chiesa, sono stati scoperti, nel 1974, degli affreschi databili intorno alla fine del IV secolo. Essi sono sotto la tutela della Sovrintendenza alle gallerie di Matera.

## Celebrazioni
La chiesa era sempre aperta al pubblico.
Abitualmente la SS.ma Annunziata è festeggiata solo con rito liturgico: alla sera della vigilia del 25 marzo si soleva accendere, come anche a San Giuseppe, il falò detto fucanoy.